# Regina Gisbertz
Regina Gisbertz (* 1. Oktober 1974 in Düsseldorf) ist eine deutsche Schauspielerin und Synchronsprecherin.

## Karriere
Regina Gisbertz stand nach ihrer Schauspielausbildung auf einigen Theaterbühnen unter anderem in Köln, Oberhausen, Frankfurt am Main, Aachen, Dortmund, Krefeld und Münster. Danach konnte man sie in vielen Filmen und Fernsehserien sehen. Bekannt wurde sie durch ihre Rolle als Gina Fröhlich in der ARD-Soap Verbotene Liebe, die sie eineinhalb Jahre lang spielte. Für ihre schauspielerischen Leistungen in Diamonds erhielt sie 2006 den Kurt-Sieder-Preis der Kurt-Sieder-Stiftung.

## Filmografie (Auswahl)
- 1996: Die Wache
- 1995–1997: Verbotene Liebe
- 1997: Schutzengel
- 1997: Tatort
- 1997: T.V. Kaiser
- 1999: Abriss einer Erinnerung
- 2002: Mein Kind
- 2002: Norwegion Wood
- 2003: Baderaum
- 2006: Allein
- 2006: Goodbye Amelie
- 2008: Für Miriam
- 2008: Puck- nicht umkehrbar
- 2008: Danni Lowinski
- 2009: SOKO Köln
- 2009: Tschüss Bulle
- 2013: Alarm für Cobra 11 – Die Autobahnpolizei

## Synchronrollen
- 2021, 2023: Navy CIS: L.A. für Angel Parker als Alicia Monroe und für Daya Vaidya als Marina
- 2023: Navy CIS: Hawaiʻi für Erin Ross als Millie Chapman